# Allium orestis
Allium orestis — вид рослин з родини амарилісових (Amaryllidaceae); ендемік Греції.

## Опис
Кількість хромосом становить 2n = 2х = 16. Його найближчий родич — A. rausii.

## Поширення
Ендемік Греції. Новий вид росте в підгір'ї лісів Castanea sativa і зараз відомий з трьох районів на горі Парнон та однієї місцевості на горі Тайгет.